# 海老原一郎
海老原 一郎（えびはら いちろう、1905年8月4日 - 1990年5月7日）は日本の建築家、日本芸術院会員。

## 略歴
東京府生まれ。本所区の府立第三中学校卒業。1924年、東京美術学校（東京芸術大学美術学部の前身）建築科に入学。
在学中に山口文象と知り合い、近代建築運動団体・創宇社建築会（1923年結成）に参加。1929年の創宇社第6回展・第7回展、1930年の第8回展に、労働診療所、労働者アパートメント、消費組合食堂などの作品を出品した。
1930年3月に東京美術学校を卒業後、石本建築事務所に勤める。1938年に独立し、海老原建築事務所を設立する。
1950年代に尾崎記念館（現在の憲政記念館）、1960年代に日本最初の超高層ビル「ディックビル」（18階建）を設計。1971年日本芸術院賞受賞、1976年から1980年まで日本建築家協会会長、1980年芸術院会員。母校である東京藝術大学建築科の講師も務めた。

## 作品
- 日本バイリーン工場
- 大日本インク工場
- 憲政記念館（東京都千代田区永田町、1958年） - 建築設計コンペ当選作。2023年取壊し。
- 新世界ビルディング（東京都台東区浅草、1959年） - 海老原建築設計事務所（海老原一郎・倉田康男・橋本朋之）として。地上7階（塔屋除く）・地下2階建の複合娯楽ビル[4]。
- ディック（DIC）ビル（東京都中央区日本橋、1967年） - 大日本インキ化学工業（現DIC）の本社ビル。18階建、74ｍで霞が関ビル（1968年）が建てられるまで日本一の高さだった。2013年取壊し。
- 川村理化学研究所（佐倉市、1986年）
- 川村記念美術館（佐倉市、1990年） - 大日本インキ化学工業の川村勝巳社長の依頼で設計。川村は府立三中の同級生だった。